# Holes (Passenger)
Holes è un singolo del cantautore britannico Passenger, pubblicato il 15 febbraio 2013 come terzo estratto dal quinto album in studio All the Little Lights.

## Tracce
- Download digitale

1. Holes – 3:31